# Николас, Пол
Пол Николас (англ. Paul Nicholas, настоящее имя Пол Оскар Бойзелинк, англ. Paul Oscar Beuselinck; род. 3 декабря 1944) — британский актёр и певец.

## Биография
Его дед по отцовской линии, Оскар Бойзелинк, был бельгийцем и работал шеф-поваром на торговом флоте во время Второй мировой войны, а затем стал шеф-поваром на кораблях, курсировавших между Великобританией и Южной Африкой. Его дед по материнской линии был лондонским докером. Отец Николаса, также Оскар Бойзелинк, бывший агент МИ-6, был юристом в сфере развлечений и шоу-бизнеса.
Николас начал эстрадную карьеру как поп-вокалист уже в 1960 году, выступая под именем Пол Дин (англ. Paul Dean), некоторое время работал вместе с Лордом Сатчем. В 1965—1966 гг. записал несколько синглов, сперва как Пол Дин, а затем под сценическим именем Оскар. Сингл Оскара Over the Wall We Go (1967) был написан и спродюсирован Дэвидом Боуи. В 1968 году был первым продюсером раннего состава группы The Sweet.
Вновь сменив сценический псевдоним, уже как Пол Николас, в том же 1968 году дебютировал как актёр музыкального театра в первой британской постановке мюзикла «Волосы», исполнив одну из ведущих партий — партию Клода; по словам Николаса, эта работа открыла ему, чем он хочет заниматься на самом деле. Вслед за этим получил главную роль в первой лондонской постановке рок-оперы «Иисус Христос — суперзвезда». Дуэт с Элейн Пейдж в 1973 году сделал их первой британской парой, сыгравшей главные роли в «Бриолине».
В 1970 г. Николас дебютировал в кино, исполнив одну из главных ролей, вместе с Сержем Гензбуром и Джейн Биркин, в фильме французского режиссёра Пьера Коральника «Марихуана». За этой лентой последовал ряд других, в том числе «Звёздная пыль» (1974), «Томми» (1975), «Листомания» (1975), где Николас сыграл Рихарда Вагнера, и «Оркестр клуба одиноких сердец сержанта Пеппера» (1978), где Николасу досталась роль Ду́ги. Одновременно в середине 1970-х гг. Николас ненадолго вернулся к карьере поп-певца, выпустив ряд успешных синглов.
В 1981 году Николас стал первым исполнителем роли Рам-Там-Таггера в премьере мюзикла «Кошки». На телевидении он снялся в ситкоме 1983 года BBC1 «Просто хорошие друзья», по которому и стал наиболее известен. Шоу получило премию BAFTA, а Николас был номинирован.
Среди поздних ролей Николаса — центральная роль судьи Уоргрейва в объехавшей всю Великобританию постановке «И никого не стало» по одноимённому роману Агаты Кристи и роль Невилла Чемберлена в собравшей множество национальных наград чешской киноленте «Масарик» (2016).